# Pernis
A Pernis a madarak osztályának vágómadár-alakúak (Accipitriformes) rendjébe, a  vágómadárfélék (Accipitridae) családjába és a darázsölyvformák (Perninae) alcsaládjába tartozó nem.

## Rendszerezésük
A nemet Georges Cuvier francia zoológus írta le 1816-ban, az alábbi 4 faj tartozik ide:
- bóbitás darázsölyv (Pernis ptilorhynchus)
- celebeszi darázsölyv (Pernis celebensis)
- darázsölyv (Pernis apivorus)
- Fülöp-szigeteki darázsölyv (Pernis steerei)

## Előfordulásuk
Mind a négy faj Ázsia területén honos, a darázsölyv ezen kívül még Európában is él, telelni Afrikába vonul. Természetes élőhelyei a mérsékelt övi erdők, szubtrópusi és trópusi esőerdők, száraz erdők és szavannák, valamint ültetvények.

## Megjelenésük
Testhosszuk 52-68 centiméter körüliek.